# Испания
Кралство Испания (на испански: Reino de España, или Испания (España) е държава, разположена в Югозападна Европа. Намира се на Иберийския полуостров (Пиренейския полуостров), където са и Португалия, Гибралтар и Андора. На североизток, по хребета на планините Пиренеи, е границата с Франция и малкото княжество Андора. Само на 14 километра южно от Испания е брегът на Мароко. Към Испания се числят Балеарските острови в Средиземно море, Канарските острови в Атлантическия океан, градовете Сеута и Мелиля в Северна Африка, както и много необитавани острови от средиземноморската страна на Гибралтарския проток, например Чафаринските острови, „скалите“ („peñones“) на Велес и Алхусемас, както и малкият остров Алборан.
С площ от 504 645 km² Испания е четвъртата по големина държава в Европа след Русия, Украйна и Франция и втора в Европейския съюз. Със средна надморска височина от 650 m, страната е сред най-планинските държави на континента. Според информацията от общинските регистрации от 2010, населението на Испания е 47 150 841. Конституцията на Испания определя испанския език (кастилски) за официален език, който всички граждани трябва да знаят и използват. Испанският е майчин език за 89% от населението на страната. Други испански езици имат коофициален статут в някои автономни региони.
Поради географското си положение, територията на Испания е подложена на много външни влияния още от праисторически времена. След женитбата на Католическите монарси Исабела и Фернандо в края на XV век, Испания се обединява и успешно завършва Реконкистата на полуострова от мюсюлманите. С откриването на Америка и последвалата колонизация, страната се превръща в първата глобална империя и най-мощната държава в света. Културното и историческо наследството е видимо и днес, като испанският е вторият най-разпространен език в света и е официален в 21 държави.
Според конституцията от 1978 г. Испания е социална и демократична правова държава под формата на парламентарна конституционна монархия. Съвременна Испания е високоразвита индустриално-аграрна страна. Силният следвоенен икономически растеж и развитието на търговията след като става член на Европейския съюз през 1986 г. правят икономиката на страната 13-а в света през 2010 г., с равнище на БВП на човек на населението над средното за ЕС, преди Италия. Средната продължителност на живота, общественият транспорт, здравеопазването и инфраструктурата са на много високо равнище, което прави Испания 23-та държава в света по Индекс на човешкото развитие.

## Етимология
Името Испания произлиза от латинското Hispania, с което римляните назовавали не само земите на древна Иберия, но и целия Пиренейски полуостров. Днес освен Испания на полуострова има още две политически формирования – Португалия и Андора.
За първи път Hispania се среща в латински източник около 200 г. пр.н.е. в текста на песента Квинта Ения. Самото име се налага през 1 век в процеса на римското завоюване на Испания и посредством съчиненията на Помпей Трог. Завладяването от страна на Рим продължава близо два века, но преди това голяма част от полуострова е картагенска колония с център Нови Картаген, като именно оттук Ханибал повежда битката на живот и смърт с Древен Рим по време на Втората пуническа война.
На финикийски, съответно пунически език, етимологията на името се свързва с нещо скрито или тайно – на иврит: אי-שפניא (i-shfania), което буквално и семантично значи „Остров на заека“ или „Скрития остров“.
Има и друга версия за произхода на името – от баската дума за „граница“ или „край“, т.е. западен край на света.

## География
С площ от 504 645 km2, Испания е 51-вата по големина държава в света и втора в Европейския съюз след Франция. Разположена върху по-голямата част от Пиренейския полуостров, на запад Испания граничи с Португалия, на юг с Мароко чрез градовете Сеута и Мелиля и с Великобритания, благодарение на тяхната отвъдморска територия Гибралтар. На североизток граничи по Пиренеите с Франция и малкото княжество Андора. Освен това Испания включва Балеарските острови в Средиземно море и Канарските острови в Атлантическия океан, както и множество ненаселени островчета в Средиземно море, включително Чафаринските острови, остров Перехил, „скалите“ (peñones) Велес и Алхусемас срещу Мароканското крайбрежие; малкият остров Алборан и Питиуските острови. На североизток, в Пиренеите, е разположен малкият анклав Ливия (на каталонски: Llívia), обграден от френска територия.

### Релеф
Вътрешността на Испания се доминира от голямото плато Месета, което заема близо 60% от цялата територия на страната. От север на Месетата се издигат Кантабрийските планини, на изток са разположени Пиренеите, Иберийските планини, Каталонските планини, на юг – Андалуските планини и Сиера Невада с най-високия връх в континентална Испания, Муласен – 3478 m. Месетата е разделена на две почти равни части от средновисоката Кастилска планина, които се простират от запад при португалската граница до Иберийските планини на изток. На юг от централното плато се намира депресията на река Гуадалкивир, а на североизток – на Ебро. На Канарските острови има редица вулкани, някои от които са действащи, включително и най-високият връх в Испания, Тейде с 3718 m.

### Води
Петте най-дълги реки в Испания са Тахо, Дуеро, Гуадиана, Гуадалкивир и Ебро, като всички те без Ебро текат от изток на запад и се вливат в Атлантическия океан. Останалите реки са по-къси и със сезонно пълноводие. По-значителни сред тях са Сегура и Хукар. В испанските Пиренеи има близо 1000 ледникови езера, а по средиземноморското крайбрежие има голям брой лагуни и лимани, като най-обширната от тях е Мар Менор (Mar Menor, Малко море) близо до град Картахена. Из цялата страна са създадени хиляди язовири като част от широкомащабна правителствена програма.

### Климат
Територията на Испания попада в рамките на три климатични пояса – умерен, субтропичен и тропичен. Климатът в Северна Испания е умерен морски, с изразено влияние на Атлантическия океан, което отслабва от запад на изток. Характерно за този климат е влажното време през цялата година. В останалата част от континентална Испания и Балеарските острови климатът е субтропичен – континентален в централните региони с горещо лято, студена зима и големи температурни амплитуди и средиземноморски на юг, отличаващ се със сухо и горещо лято и влажна, мека зима. По високите части на Пиренеите и другите планини климатът е планински. На Канарските острови климатът е тропичен, сух на изток и с по-голяма влажност на запад.

### Флора и фауна
Животинският и растителният свят са най-разнообразните в Европа. Основните фактори за това са разнообразните релеф и климатични условия, както и наличието на островни групи и анклави на североафриканското крайбрежие. Флората на Испания включва повече от 8000 вида висши растения, много от които са ендемити. С особено голям ендемизъм се отличават Канарските острови (500 вида за островите и още 500 за района на Макаронезия) и някои региони в южна Испания. Близо до град Елче се намира единствена в Европа естествена палмова гора. Фауната включва средноевропейски видове, като мечка, вълк, лисица, благороден елен, както и множество южни или ендемични видове, като испански рис, генета, мангуста, десман и други. Там се срещат почти всички европейски грабливи птици.

## История

### Праистория
Според археологическите проучвания, проведени в Атапуерка, Северна Испания, територията на страната е населявана от хуманоиди от повече от 1 милион години. Първите съвременни хора, кроманьонците, започнали да пристигат от север през Пиренеите преди около 35 000 години. За тяхната култура говорят множество пещерни рисунки в Северна Испания по склоновете на Кантабрийските планини, като по-известни са тези в Алтамира, Ел Кастило, Пиндал и други. През неолита и бронзовата ера са съществували добре организирани селища в югоизточните части на страната, включително най-голямото селище в Европа от този период, Лос Миралес близо до Алмерия.
Първите народи, които обитавали полуострова са иберийците и келтите, като първите населявали югоизточните райони покрай Средиземно море, а вторите – атлантическия бряг на север и северозапад. В централните части, където е имало интензивни контакти между тях, се образува специфична група, наречена келтибери. Освен това баски племена населявали западните Пиренеи. Между 500 и 300 г. пр.н.е., финикийците и древните гърци основават техни колонии по средиземноморското крайбрежие на полуострова. По-късно картагенците завладяват цяла южна Испания. Техни основни крепости там са Гадер (Кадис) и Нови Картаген (Картахена). По време на Пуническите войни (264 пр.н.е – 146 пр.н.е.) Картаген е победен от римляните, които ги изместват.

### Римска Испания
От 19 г. пр.н.е. Иберийският полуостров става неразделна част от Римската империя под името Хиспания. Първоначално провинциите са две: Близка Испания и Далечна Испания, но при Октавиан Август вече са три: Бетика, Лузитания и Тараконска Испания. Римляните установяват контрол над почти цялата страна за повече от 500 години, като въвеждат техните език, закони, пътища. Постепенно местното население се романизира и местните водачи стават част от римската аристокрация.
Римляните разширяват и благоустрояват съществуващи градове, като Тарагона (Tarraco) и основават нови включително Сарагоса (Caesaraugusta), Мерида (Augusta Emerita), Валенсия (Valentia), Леон (Legio Septima), Бадахос (Pax Augusta) и други. Икономиката са разраства, като Иберия е сред най-важните доставчици на суровини и селскостопански продукти в империята. Страната е житницата на Римската империя, заедно с Египет и изнася злато, мед, вълна, зехтин, вино. Императорите Траян, Теодосий I и философът Сенека са родени в Иберия. Християнството е въведено в страната през 1. век.
По време на упадъка на Римската империя през 5 век в страната нахлуват германски племена. Вестготи, свеви, вандали и алани пристигат в Испания, като пресичат Пиренеите. Романизираните вестготи се заселват там през 415. Те приемат християнството и създават Вестготското кралство, което обхваща по-голямата част от полуострова, след като завладява земи от свевите на северозапад и византийските територии на югозапад.

### Мюсюлманска Испания
Между 711 – 718 г. почти целият Иберийски полуостров е превзет от бербери-мюсюлмани, известни също като маври. Раздираното от вътрешни противоречия Вестготско кралство става лесна жертва за ислямските нашественици. Само някои отделни планински области в северната част на полуострова, като Астурия, Навара и няколко графства в Пиренеите успяват да запазят своята независимост.
В исляма християните и юдеите са признати като „народи на Книгата“ и могат да практикуват религията си при определени дискриминационни условия. Въпреки това има няколко вълни на масова ислямизация, особено през Х – ХI век.
Самото ислямско общество имало вътрешни търкания. Имало сблъсък на интереси между берберите от Северна Африка, които съставлявали по-голямата част от войската и управляващите араби от Близкия изток. През Х век емирът на Кордоба, който е потомък на династията на Омаядите се провъзгласява за халиф. С течение на времето, големи колонии от маври се установяват най-вече в плодородната долина на Гуадалкивир, крайбрежието на Валенсия и планинските райони около Гранада.
През Х век Кордоба, столицата на халифата, става най-големият и богат град в средновековна Европа. Процъфтяват търговията по Средиземно море и културата. Мюсюлманите допринасят с интелектуалните традиции на Близкия изток, а ислямски и еврейски философи от Ал-Андалус възраждат класическата древногръцка школа в Западна Европа. Културата на романизираното местно население се съчетава по уникален начин с тази на мюсюлманите и евреите, което спомага за разцвет на архитектурата и литературата. Нашествениците въвеждат нови селскостопански култури и построяват обширна мрежа от поливни канали, което довежда до силно увеличаване на селскостопанското производство. Ал Андалус – така арабите наричат целия Пиренейски полуостров. Днес само най-южната част на полуострова – Андалусия – е запазила това име.
Към ХI век халифатът се разпада на множество враждуващи по между си държавици, наречени тайфас (на испански taifas), което позволява на малките християнски кралства на север да разширят териториите си и да консолидират своите позиции. Пристигането на нови ислямски вълни от Северна Африка, като Алморавидите и Алмохадите временно спира християнското настъпление и въвежда по-консервативна и по-малко търпима форма на исляма. Въпреки че постигат някои успехи, те се оказват неспособни да се справят с нарастващата военна мощ на християнските кралства.

### Реконкиста
Терминът „реконкиста“ (reconquista, отвоюване) обозначава седемвековния период между началото на 8 век и края на 15 в., през който северните християнски кралства Кастилия, Навара, Леон, Арагон и Португалия отвоюват обратно южните иберийски земи, поробени от Арабския халифат.
Смята се, че Реконкистата започва с успешната битка при Ковадонга през 722, когато кралят на Астурия Рамиро побеждава мюсюлманите. През 732 ислямските армии са разбити от краля на франките Карл Мартел в битка при Поатие, което ги принуждава да се изтеглят на юг и да осигурят стабилна граница по реките Ебро и Дуеро. През 739 г. те са прогонени от Галисия, която впоследствие се превръща в третия по важност поклоннически център в християнския свят с катедралата в Сантяго де Компостела. Няколко години по-късно франките успяват да завладеят най-североизточните части на Испания, като създават Испанската марка, която включва части от Навара, Арагон и Каталония. По-късно от тези територии се обособили няколко държави.
Първото испанско кралство е Астурия, обособило се след битката при Ковадонга. През 910 столицата на кралството е преместена от Овиедо в Леон и то става известно като Кралство Леон. През 11 век Кралство Кастилия, дотогава погранично графство се откъсва от Леон, а от 13 век двете държави се обединяват. Малко по на изток през 824 се създава кралство Навара, а в североизточните райони се образува Кралство Арагон след обединението между едноименното кралство и графство Барселона. През 1139 от Леон се откъсва Португалия. В началото на 11 век, кралят на Навара Санчо Гарсия успява да завладее Кастилия, няколко графства в Пиренеите и да направи краля на Леон свой васал, но след смъртта му през 1035, страната е разделена между синовете му.
Разпадането на Ал-Андалус улеснило разширяването на християнските кралства. През 1085 кралят на Кастилия Алфонсо Мъдрия завладява Толедо, с което цялата северна част на полуострова е освободена. През 12 век Алморавидите успяват да нанесат няколко поражения на испанците, но не успяват да спрат тяхното настъпление. През 1212 в решителната битка при Лас Навас де Толоса обединените армии на Кастилия, Арагон и Навара разбиват Алмохадите. Няколко десетилетия по-късно са отвоювани големите градове по долината на Гуадалкивир. През 1236 пада Кордоба, а през 1248 е завладяна и Севиля. Мюсюлманите успяват да задържат само емирство Гранада, което просъществува още над 200 години като васално княжество на Кастилия. Нови нашествия от Северна Африка през 13 век не успяват да възстановят мюсюлманското владичество. По същото време, Арагон успява да се разшири в западното Средиземноморие – завладени са Балеарските острови и Сицилия.
През 1469 короните на Кастилия и Арагон са обединени с женитбата на Фернандо II, престолонаследник на Арагон и Исабела, принцеса на Кастилия, с което се поставя началото на обединена Испания. През 1478 е завършено завладяването на Канарските острови, а през 1492 е превзета и Гранада, последната мюсюлманска крепост на полуострова, което приключва 781-годишното ислямско присъствие в Испания. През същата 1492 година испанската експедиция, водена от Христофор Колумб и спонсорирана от кралица Исабела, открива Новия свят.
Фернандо и Исабела били представители на Ренесанса, от така наречените „нови монарси“. Те централизирали държавната власт в ръцете на владетеля за сметка на аристокрацията. С техните широкомащабни политически, юридически, религиозни и военни реформи, Испания се превръща в първата световна сила.

### Испания като световна сила
Обединението на Кастилия и Арагон и последвалото присъединяване на Навара през 1512 поставят основите на съвременна Испания и Испанската империя. През 16 и 17 век Испания е най-мощната страна в Европа и света. Страната достига върха на своята сила при кралете Карлос I (1516 – 1556) и Фелипе II (1556 – 1598). През 1571 флотите на Испания и Венеция унищожават османския флот в битката при Лепанто, а през 1586 при Азорските острови е разбита обединената флота на Франция, Англия и Португалия. В няколко последователни войни през 16 век Франция е разгромена, а през 1580 е завладяна и Португалия. През 1588 Испанската Армада отплава към Англия, но е силно повредена от буря, а след няколко малки сражения с англичаните, в които не губи нито един кораб, се оттегля на север, където много кораби потъват при друга буря. Англичаните предприемат няколко атаки към испанските владения, които са разбити. Войната с Англия продължава до 1605 и приключва с изгоден за Испания договор.
В началото на 16. век испанските конкистадори завладяват огромни територии в Америка. През 1521 Ернандо Кортес унищожава империята на ацтеките, а през 1533 друг испанец, Франсиско Писаро завладява империята на инките. През 1519 – 1522, експедицията водена от Фернандо Магелан прави първото околосветско пътешествие, с което кръглата форма на Земята е окончателно доказана. Испанските колонии се простират в Централна и Южна Америка, Мексико, южните и западните части от САЩ, Филипините, Гуам, а от 1580 и португалските колонии в Бразилия, африканското крайбрежие, части от Индия, Макао и други. Испания става известна като империята, където слънцето никога не залязва. Освен ценни метали, скъпоценности и нови култури, испанските изследователи донасят в Европа знания, които променят представите за света.
По това време испанската култура е в период на разцвет, познат като Златния век (Siglo de oro). В Испания творят художници, писатели, архитекти; появява се интелектуално течение, познато като Школата от Саламанка.
Към средата на 16 век започва да се чувства криза, която постепенно обхваща цялата империя. Испанските Хабсбурги замесват страната в многобройни религиозни и политически конфликти, които постепенно изтощават ресусрсите на Испания. През Тридесетгодишната война (1618 – 1648), Испания застава на страната на Католическата лига и въпреки че успява да затвърди и разшири католицизма в Германия, страната претърпята първото си голямо поражение от векове – през 1643 испанската армия е победена от французите в битката при Рокроа. През 1640 година избухват въстания в Португалия и Каталония, като първата успява да се откъсне от властта на испанския крал. Войната с Франция продължава до 1656 и приключва с Пиренейския мир. До края на века, страната е често във война с французи, англичани, холандци, португалци и османци и въпреки няколко малки териториални загуби, успява да съхрани империята си почти непокътната.
През 1700 умира последният испански Хабсбург, Карлос II и спорът за испанския трон прераства във Войната за испанското наследство (1701 – 1714). Войната струва на страната всичките ѝ европейски владения извън Пиренейския полуостров и нанася сериозен удар върху позициите ѝ като европейска сила. По време на войната на трона стъпва нова династия, Бурбоните. През XVIII век страната постепенно се възстановява и империята просперира. Новата Бурбонска монархия модернизира администрацията и икономиката по френски модел. Започват да проникват идеи от Просвещението, а към края на века търговията отбелязва силен подем. Страната се възстановява и във военно отношение – още при Фелипе V (1700 – 1741), Испания си възвръща Сицилия и Южна Италия, а по-късно сериозно допринася за победата на американските заселници над Англия в Американската война за независимост, което подобрява международното ѝ положение.

### Деветнадесети век
Краят на 18 век преминава под знака на Френската революция. След като крал Луи XVI Бурбон е свален и екзекутиран в началото на 1793 г., Испания става участник в Революционните войни, в които европейските монархии се противопоставят на революционна Франция. Войната поляризира испанското общество, тъй като елитът симпатизира на революцията, но народът мрази и презира франкофоните. Военните действия протичат основно в Пиренеите в северната част на Испания и в Каталония. Испанските армии са победени на бойното поле и през 1795 г. страната е принудена да сключи мир с Франция, а на следващата година обявява война на Англия и Португалия. Окаяното икономическо положение и други фактори водят до абдикацията на Карлос IV в полза на сина му Фернандо, но след нашествието на Наполеон трона заема братът на Наполеон Жозеф Бонапарт.
Новият чуждестранен монарх е посрещнат с възмущение. На 2 май 1808 г. в Мадрид избухва народно въстание срещу френските окупатори, което прераства във война за независимост (Полуостровната война). Във всички провинции се създават регионални армии от доброволци и бивши офицери и войници от армията. Те успяват да нанесат няколко поражения на французите, но след личната намеса на Наполеон са победени поради липсата на координация и снаряжение. На Наполеон се противопоставя английски експедиционен корпус под ръководството на херцог Уелингтън, който с помощта на испанците окончателно изтласква французите от полуострова през 1814 г. През 1812 г. на събранието на Кортесите (Парламента) в Кадис е приета една от първите в света либерални конституции.
Френското нашествие съсипва икономиката и разделя испанското общество, което довежда до политическа нестабилност, продължила повече от век. Националноосвободителните движения в Латинска Америка се възползват от затрудненията на метрополията и след 25-годишна война почти всички американски колонии на Испания извоюват независимостта си, с изключение на Куба и Пуерто Рико. През 19 век се водят няколко последователни граждански войни, които влошават още повече ситуацията в метрополията. През 1898 г. след испано-американската война със САЩ Испания губи и Куба, Пуерто Рико, Филипините и Гуам.

### Съвременна история
Двадесети век не носи мир на Испания – страната участва в колонизацията на Африка и завладява Испанско Мароко, Западна Сахара и Екваториална Гвинея. Тежките загуби във войната в Риф срещу берберите подкопават монархията. Установен е авторитарен режим под ръководството на генерал Примо де Ривера (1923 – 1931), който завършва със създаването на Втората испанска република. Новото правителство предлага автономия на Галиция, Баския и Каталония и избирателни права на жените.
След кървавата Гражданска война в Испания (1936 – 1939), Републиката е свалена от генерал Франсиско Франко, който установява диктатура до смъртта си през 1975. През Втората световна война, въпреки симпатиите към страните от Оста, Испания на Франко остава номинално неутрална. Единствената легална партия до края на управлението на Франко остава Испанската фаланга, основана през 1937 г.
Непосредствено след Втората световна война, Испания е изолирана политически и икономически, поради близостта на Франко с Хитлер и Мусолини. Страната е приета за член на ООН през 1955, когато страната започва да излиза от автархията и изолацията. От 60-те години на ХХ век испанската икономика отбелязва безпрецедентен растеж, който става известен като „Испанското чудо“. Според завещанието на Франко, след неговата смърт през 1975 принц Хуан Карлос I става крал.
През октомври 1977 г. в замъка Монклоа се сключва споразумението Монклоа: споразумение между политици, партии и търговски съюзи как да се планира и провежда икономиката по време на прехода от диктатура към демокрация. Споразумението се разглежда като първото демократично в Испания. В резултат на това споразумение новата испанска конституция е одобрена от референдум на 6 декември 1978 и Испания става демократична държава и предоставя автономия на всичките си провинции. През 1986 страната става член на Европейския съюз, което дава нов тласък на икономиката.
От средата на ХХ век правителството на Испания се бори с баската терористична организация ЕТА, която иска да откъсне Баския от кралството.
Хуан Карлос I абдикира в полза на сина си Фелипе VI в полунощ на 19 юни 2014 г. Същевременно много испанци искат провеждането на референдум относно това дали страната да продължи да е монархия.

## Политика

### Държавно устройство
Според настоящата конституция, приета на референдум през 1978 г., Испания е парламентарна монархия, начело с наследствен монарх, Филип VI, и двукамарен парламент (Cortes Generales). Законодателна власт се осъществява от Генерални кортеси (парламент), състоящ се от две камари – Сенат (Горна камара – 256 души) и Конгрес на депутатите (350 души), избирани за 4 години. Изпълнителна власт се осъществява от правителство начело с министър-председател, който на испански се нарича председател на правителството. Освен това страната е разделена на 17 автономни региона и два автономни града с различна степен на самостоятелност, които имат свои парламенти и правителства, с широки пълномощия.

### Административно деление
Политически Испания е разделена на 17 автономни области – на север – Галисия, Астурия, Кантабрия, Паис Баско, Ла Риоха и Навара; на изток – Арагон, Каталония, Валенсия и Балеарски острови; в централната част – Кастилия и Леон, Мадрид, Кастилия-Ла Манча и Естремадура; на юг – Андалусия, Мурсия и Канарски острови. Освен това съществуват два автономни града по африканското крайбрежие, Сеута и Мелиля. Сегашните автономни области са образувани през 1983 г. Най-големият регион по територия е Кастилия и Леон, а най-малкият – Балеарските острови. С най-много население е Андалусия, а с най-малко е Ла Риоха.
Административно страната е разделена на 50 провинции. Седем автономни региона се състоят от по една провинция – Астурия, Кантабрия, Навара, Ла Риоха, Мадрид, Мурсия и Балеарските острови.
Най-ниската административна единица в Испания е общината (на испански: municipio), като техният брой е 8111. Исторически, някои региони са разделени на райони (комарки, на испански: comarcas), които имат различен произход и значение в отделните региони, например в Каталония представляват историческите графства.
Автономните области са с широка законодателна и изпълнителна независимост, гарантирана с автономно парламентарно и регионално управление. Правомощията на отделните области се определят от техния статут на автономност, като има известно различие на така наречените исторически области (Баския, Каталония, Галисия и Андалусия) с останалите. Историческите области имат по-широка автономност, включително контрол върху местните избори.

### Въоръжени сили
Според член осми на конституцията, въоръжените сили трябва да гарантират суверенитета и независимостта на Испания и да защитават нейната териториална цялост и конституционен ред. Общият персонал към 2011 г. се състои от 230 000 души с бюджет от 6 868 000 000 € или 0,5% от БВП.
Традиционно въоръжените сили се делят на сухопътни, военноморски и военновъздушни сили. Към тях се числи и Кралската гвардия, чиито задачи са свързани основно с поддържане на сигурността. Испания е сред важните членове на НАТО от 1982 г. и разполага с шестия най-силен флот на света. Испанските морски пехотинци са най-старата институция в този род войски, като корпусът е създаден през 1537 г.
Към 2011 г. на мисии извън страната са 2,600 военни в Афганистан, Босна и Херцеговина, Джибути, Кения, Ливан и Чад.

## Икономика и инфраструктура

### Стопанство
Според Световната банка, икономиката на Испания е девета по големина в света и пета в Европа. За 2007 БВП на човек от населението е 33 700 щ.д., с което Испания задминава някои страни от Г-7, като Италия и се нарежда непосредствено след Япония и Франция (чиито БВП е 33 800 щ.д.). Растежът на испанската икономика за 2007 е 3,7% като по този показател изпреварва всички членове на Г-7 и другите големи европейски икономики за трета поредна година.
Правителството на Хосе Мария Аснар успешно въвежда еврото в началото на 1999 г. и кешово от 1 януари 2002 г., успява да се справи с безработицата, която става 7,6% и се нарежда сред най-ниските в Европа за 2005 (през 90-те години безработицата достига 20%). Главната слабост на икономиката е сравнително високата инфлация, но въпреки това испанската икономика има потенциал да нараства с по-бързи темпове от средните за ЕС, благодарение на индустрията и увеличаващата се търговия с Латинска Америка и Азия.
Преди световната криза икономиката на Испания успява да избегне нулевия растеж за разлика от повечето други големи европейски страни. Между 2000 г. и 2005 г. Испания създава половината нови работни места в целия Европейски съюз. До 2008 г., тя продължава да има една от най-динамичните икономики в ЕС и привлича много чужди инвестиции. В резултат на кризата обаче икономиката се свива и се стига до рецесия през 2009 г. и 2010 г., безработицата се увеличава от 7,6% до над 20%.
Съвременна Испания е високо развита индустриално-аграрна страна. По обем на промишлено производство е на пето място в Европа и на осмо място в света. Най-силно развити промишлени отрасли са машиностроене, автомобилостроене, корабостроене, самолетостроене, автомобилостроене, електротехническа, химическа, текстилна промишленост. Страната е богата на полезни изкопаеми. Испания е голям производител на вино (3-то място в Европа), ориз (най-високи добиви в света), бадеми, тютюн, маслини (на първо място в света по производство на висококачествен зехтин). Най-големите автомобилостроителни заводи се намират в Марторел (близо до Барселона), Виго, Сарагоса, Валенсия, Мадрид, Памплона, Барселона, Валядолид, Паленсия. Самолети се произвеждат в Севиля (два завода), Хетафе (близо до Мадрид) и Кадис, а хеликоптери – в новия завод в Албасете. Най-големите центрове на локомотиво- и вагоностроенето са Лас Матас (до Мадрид), Сан Андрео Комтал (до Барселона), Беасаин и Ирун (в Баския), Сарагоса, Валенсия и други. Там се произвеждат едни от най-бързите влакове в света.
Важен дял в икономиката на страната има международният туризъм. Годишно Испания се посещава от около 60 млн. туристи (95% от тях са от Западна Европа). Страната притежава най-голямата в Европа леглова база за обслужване на многобройните посетители. Голяма част от населението е ангажирано в сферата на туристическото обслужване, а приходите от туризма се равняват на 40 млрд. евро.
До икономическата криза, строителството отбелязва силно развитие. Средно на всеки испанец се пада по 45 m² обща площ на жилище (2005 г.). За сравнение: В Узбекистан на всеки жител се пада средно 14 m², в Русия – 20,5 m², в България и Унгария – по 30 m², в Ирландия – по 33 m², в Португалия – по 36 m², във Франция – 37 m², в Германия – 44 m², в Дания – 52 m², в Люксембург – 53 m², в Швеция и Белгия – по 55 m². Делът на собствениците на жилища възлиза на 87% от населението. По този показател Испания заема първо място в ЕС.

### Транспорт
През по-голямата част от 20 век, транспортната инфраструктура на Испания значително изостава от тази в Западна Европа, но от 1970-те години насам, тя е силно разширена и модернизирана и сега Испания разполага с една от най-големите и качествени транспортни системи в Европа.
Дължината на асфалтираните шосета е над 650 хил. километра, а на автомагистралите – над 15 621 km, по което отстъпва само на САЩ и Китай. Автомагистралната мрежа продължава да се разширява с бързи темпове. Испания цели да има над 1 млн. електрически автомобила до 2014 г., като част от правителствения план за енергийна ефективност. Според министъра на промишлеността Мигел Себастиан, електрическите автомобили са двигателят на нова индустриална революция.
За периода 2000 – 2010 са инвестирани над 40 млрд. евро в железопътната мрежа на страната. Испания има най-голямата високоскоростна железопътна мрежа в Европа и втора в света след Китай. Към октомври 2010 са построени 3,500 km високоскоростни линии, като Мадрид-Севиля с отклонение до Малага; Мадрид-Сарагоса-Барселона с отклонение до Уеска, Мадрид-Валенсия а много повече са в строеж или процес на планиране. Под Кордилера Сентрал се строи тунелът Гуадарама, който с дължината си от 24 km ще бъде втория по дължина в Европа, а под Кантабрийските планини се строи друг 20-километров тунел. Със средна скорост достигаща 300 km/h, испанските влакове AVE са най-бързите в света, следвани японските и френските TGV, а по точност (98,54%) са втори след японските Шинкансен.
Силно развит е морският транспорт – над 400 кораба с обща вместимост 3200 хил. тона. Най-големите морски пристанища са Алхесирас, Билбао, Картахена, Санта Крус де Тенерифе, Барселона, Валенсия, Ла Коруня и други. В страната има над 30 международни летища, най-голямото от които е мадридското Барахас с над 49,8 млн. пътници за 2010 г. Други големи летища са тези в Барселона, Палма де Майорка, Малага. Линията Мадрид – Барселона е най-натоварената въздушна линия в света с полети на всеки половин час и е известна като „въздушен мост“.

## Население
През 2007 населението на Испания официално достигна 45 200 000 души. Гъстотата на населението от 90 души на km2 е по-ниска от тази на повечето европейски държави, а разположението му е неравномерно. С изключение на Мадрид, долината на река на Гуадалкивир и някои градски ядра, най-гъстонаселените райони са крайбрежието и прилежащите низини.
Населението на Испания се удвоява през 20. век, благодарение на забележителния бум на раждаемостта през 60-те и 70-те години. Растежът на населението е неравномерен поради голямата вътрешна миграция от селските към индустриалните райони. През 20 век населението на единадесет от петдесетте провинции е намаляло. Раждаемостта спада през 1970-те години, но населението продължава да се увеличава след завръщането на много испанци, емигрирали от страната по време на режима на Франко, а в последно време и от много чужди емигранти, най-вече от Латинска Америка (38,75%), Източна Европа (16,33%), Северна Африка (14,99%) и Африка на юг от Сахара (4,08%). Около 20,77% от емигрантите идват от други страни от Европейския съюз и живеят главно по средиземноморското крайбрежие и Балеарските острови.
Най-големите градове в Испания са:
Преобладаващата религия е християнството – 97,6% от населението (от тях католици – 97,4 %, протестанти – 2,6 %). Според Глава 2 от Конституцията, Испания няма официална религия, но все пак католицизмът остава традиционната религия. Според проучване на Испанския център за социологически проучвания, 54% от вярващите ходят рядко на църква или изобщо не ходят, 15% ходят на църква няколко пъти годишно, 10% няколко пъти месечно и 19% ходят на църква всяка неделя или няколко пъти седмично. Около 22% от населението на страната посещава църковни служби поне веднъж месечно.
Испанската конституция от 1976 признава съществуването на региони като част от Испанската нация. Основните етнически групи са кастилци, каталонци, галисийци и баски (2,4%). Освен кастилския испански, който е официалният език в страната, в някои части на Испания се говорят още каталонски, галисийски и баски, като те са официални наред с кастилския в съответните автономни региони.

## Култура
Испания е прочута с богатото си и разнообразно културно наследство. Испанската култура е повлияна от многобройните народи, населявали Пиренейския полуостров през вековете – иберийци, келти, римляни, ислямско и католическо влияние. Освен това свое влияние оказват и Атлантическият океан и Средиземно море, които са връзка с други народи по техните брегове. Днес всяка област в страната има свой собствен културен облик. Испания е втора в света след Италия по брой на обектите в Списъка на световното културно и природно наследство на ЮНЕСКО – общо 40.

## Празници в Испания
- 1 януари – Нова година
- 6 януари – Богоявление
- 1 май – Ден на труда
- 15 август – Възнесение на Дева Мария
- 12 октомври – Национален празник на Кралство Испания
- 1 ноември – Събор на всички светии
- 6 декември – Ден на Конституцията
- 8 декември – Непорочно зачатие